# Maubec, Isère
Maubec là một xã thuộc tỉnh Isère trong vùng Rhône-Alpes đông nam nước Pháp. Xã này nằm ở khu vực có độ cao từ 350-450 mét trên mực nước biển. Theo điều tra dân số năm 1999 của INSEE có dân số là 1532 người.

## Thành phố kết nghĩa
- Zwischenwasser, Áo (1998)